# Chimène van Oosterhout
Chimène van Oosterhout (Willemstad (Curaçao), 11 februari 1964) is een Nederlands presentatrice, actrice en zangeres. Haar oma was Indiaas en kwam uit Calcutta. Haar opa was Creools en kwam oorspronkelijk uit Suriname. Tot haar zevende levensjaar leefde zij met haar Antilliaanse moeder en Nederlandse vader op Curaçao (Nederlandse Antillen).

## Levensloop
Op zevenjarige leeftijd verhuisde Van Oosterhout van de Nederlandse Antillen naar Nederland. Vanaf haar veertiende was ze werkzaam als model. Na haar VWO en een studie communicatiewetenschappen bij Fontys Hogescholen te Eindhoven vertrok Van Oosterhout naar het buitenland als pr-manager voor de Franse reisorganisatie Club Med en reisde de gehele wereld over. Hierdoor spreekt ze inmiddels zeven talen: Nederlands, Engels, Frans, Duits, Spaans, Zweeds en Italiaans. Nadien werkte ze in de pr-business. Toen Van Oosterhout als tweede opleiding psychologie besloot te gaan studeren, verliet ze het bedrijfsleven en stuurde een tape naar de TROS. Daar kon ze direct als omroepster aan de slag. Na anderhalf jaar verhuisde ze naar Veronica. Zij was daar een van de laatste echte omroepsters van de Nederlandse televisie. Sindsdien heeft ze zich geprofileerd als actrice en, steeds meer, als presentatrice. In deze hoedanigheid heeft ze voor verschillende omroepen gewerkt.
Vanaf 2019 tot en met februari 2020 maakte ze onderdeel uit van de meidengroep Luv'.

### Gezondheid
Van Oosterhout heeft te maken gehad met ernstige gezondheidsproblemen. Ze kreeg drie keer de diagnose borstkanker. Na haar derde diagnose, die werd gesteld tijdens de coronacrisis, onderging ze chemotherapie en een borstsparende operatie. Na deze behandelingen werd ze 'schoon' verklaard. Van Oosterhout zet zich actief in voor borstkankerbewustzijn en is ambassadeur voor stichting Pink Ribbon. Ze heeft in 2023 ook te maken gehad met hartproblemen en werd in het ziekenhuis opgenomen vanwege acuut hartfalen.

## Omroepster
- TROS
- Veronica

## Actrice
- Goede tijden, slechte tijden, Ilona (1996)
- Oppassen!!!
- Onderweg naar Morgen
- de Amerikaanse speelfilm Ex-patriots
- videoclip van Gordon
- diverse commercials

## Presentatrice
- Veronica goes back to the US of A (1999, Veronica)
- Car Wars (1999, Veronica)
- Motor TV (Veronica)
- City Report (Veronica)
- Go Travel (2000, Veronica)
- Yorin Travel (2001-2003, Yorin)
- Gordons Lifestyle (samen met Froukje de Both en Esther Duller Gordon's Angels) (2001, Yorin)
- Sterrenbeurs (2003, SBS6)
- Televisiedokter (2005, RTL 4 & Yorin)
- Snowmagzine Vips (2006, SBS6)
- Health Angels (2008-2009, RTL 4)
- 4ME (2010-2014, RTL 4)
- Medicaltravel (2013-2017, RTL 4)
- House Vision (2013-2014, RTL 4)
- Sunny Side Up (2016, RTL 4)
- Life Is Beautiful (2016-2018, RTL 4)
- Cruise life (2025, RTL 4)

Deelneemster:
- Peking Express VIPS (2006, Net5, tevens winnares samen met Bart Veldkamp)
- Wildebeesten (2006, Net5, tevens winnares)
- Topchef Vips (2009, RTL 4, tevens winnares)
- Vliegende Hollanders: Sterren van de Schans (2013, SBS6, tevens winnares)
- Lingo vips (2020, SBS6)
- De Alleskunner VIPS (2022, SBS6, geëindigd op de 47e plek)